# Festival Anual del Tango
El Festival Internacional de Tango de Medellín o Festitango es realizado en Medellín, Colombia. El evento congrega tangueros de muchos sitios del mundo, y es catalogado como el segundo festival de Tango más importante del mundo.

## El tango en Medellín
A través de su historia y con la muerte de Carlos Gardel en un accidente de aviación en el Aeropuerto Olaya Herrera de dicha ciudad el 24 de junio de 1935, Medellín desarrolló un fuerte sentimiento de posesión y se apropió de este género musical rioplatense. 
Ha sido tradicional en la ciudad, la presencia de cantores, bailarines y tangueros locales y extranjeros. En especial, el barrio Guayaquil fue objeto de nutridas competencias de cantantes populares de tango espontáneos durante las décadas de los años 60 y 70. Uno de los grandes escritores antioqueños, de gran raigambre en Medellín, Manuel Mejía Vallejo, escribió en 1973, a propósito de este fenómeno tanguero de la ciudad "Aire de Tango", una obra que contribuiría a dejar profundas huellas sobre esta saga musical que Medellín comparte con los argentinos y otros pueblos relacionados con este sui-generis género musical.

## La Plaza Gardel
A partir de 2007, se le dio un nuevo impulso al alma tanguera medellinense y se reorganizó el Festival Anual del Tango. Su nombre se transformó en "Festival Internacional del Tango", y varios escenarios centrales de la ciudad, además de los barrios periféricos, entraron en acción para rememorar y disfrutar de esta singular música y su gran símbolo, Gardel.
Por tal motivo, Medellín cuenta ahora con la llamada Plaza Gardel, situada en el mismo aeródromo donde falleció el cantor, el Aeropuerto Olaya Herrera, donde una conmemorativa estatua del bardo recuerda para siempre su música, su figura, su influencia y, por desgracia, su muerte.
Es tal el alma tanguera de Medellín, que, por ejemplo en 2008, el público asistente a los conciertos y concursos de tango superó al público asistente a los conciertos de rock o de músicas tropicales o tradicionales colombianas.

## La Casa Gardeliana
La tradición tanguera se ha mantenido muy en especial en el tradicional barrio Manrique, sede de la Casa Gardeliana, donde anualmente se realiza el festival conocido como la "Tangovía". 
Actualmente, en una empinada zona de montaña de la ciudad, en este tradicional barrio Manrique y sobre una avenida que lleva precisamente el nombre de Avenida Carlos Gardel, llamada simplemente "La 45", se conserva una tradicional casa de apariencia sencilla, similar en naturaleza -y guardadas las proporciones-, a las construcciones de La Boca, el barrio del Boca Juniors en la ciudad de Buenos Aires, Argentina. Se llama La Casa Gardeliana, y es allí donde también se celebra el Festival Anual del Tango, y al lado de la cual emerge otra estatua en bronce del famoso compositor e intérprete.
Fundada en 1973 por el argentino Leonardo Nieto Jarbón, La Casa Gardeliana fue creada en honor a su cantor compatriota, Gardel. En ella se pueden apreciar objetos de la época del "Zorzal Criollo". Alberto Echague, Oswaldo Pugliese y Hugo del Carril, entre otros, han dejado en su paso por esta casa-mueseo sus aportes para que el visitante los conozca. 
Fue declarada Patrimonio Cultural y Monumento Histórico por el Concejo de Medellín en 2002.

## La Tangovía
Es aquí, en "la 45" o Avenida Carlos Gardel, asiento de la Casa Gardeliana, en este populoso sector tan arrabalero como cualquier rincón de Buenos Aires, donde todos los años se realiza también un evento denominado Tangovía. En febrero, mayo y noviembre se cierran las calles del barrio Manrique, y las milongas y tangos, los bandoneones y los bailarines, se transforman en sus dueños y espíritus.
El tango, en Medellín, es imprescindible como elemento y eslabón de la cultura urbana. Miles de turistas vienen expresamente buscándolo, y no pocos en Argentina hablan de esta ciudad, dada esta historia, como de la "legendaria Medellín".
- Datos: Q5860870